# Rachela Margolis
Rachela Margolis (ur. 28 października 1921 w Wilnie, zm. 6 lipca 2015 Rechowot) – żydowska działaczka partyzancka z czasów II wojny światowej.

## Życiorys
Urodziła się w 1921 roku. Była córką lekarza Szymona Margolisa (1889–1944); oboje rodzice i młodszy brat Józef (1928–1944) zginęli w Ponarach z rąk nacjonalistów litewskich. W czasie II wojny światowej znalazła się w getcie wileńskim, gdzie współpracowała z konspiracyjną Zjednoczoną Organizacją Partyzancką. Po likwidacji getta wraz z narzeczonym wstąpiła do oddziału partyzanckiego Abby Kownera. Po wojnie uzyskała doktorat z  biologii i do 1980 roku pracowała jako nauczycielka, a następnie jako pracownik Państwowego Muzeum Żydów Litwy. Dr Rachela Margolis odnalazła w archiwach Muzeum i opracowała notatki prowadzone w czasie wojny i zakopywane w szklanych butelkach na terenie miejsca zamieszkania przez polskiego dziennikarza i działacza konspiracji Kazimierza Sakowicza – bezpośredniego świadka zbrodni w Ponarach. Opracowane przez nią notatki Sakowicza ukazały się pt. Dziennik pisany w Ponarach od 11 lipca 1941 r. do 6 listopada 1943 r. (Towarzystwo Miłośników Wilna i Ziemi Wileńskiej, Bydgoszcz, 1999; ISBN 83-87865-01-X). Była również autorką książki wspomnieniowej pt. Wspomnienia wileńskie (Żydowski Instytut Historyczny, Warszawa, 2005; ISBN 83-85888-83-7).